# Ingvar Kamprad
Feodor Ingvar Kamprad, född 30 mars 1926 på Hvita Korset i Älmhult (Pjätteryds församling), Kronobergs län, död 27 januari 2018 i Liatorp i Stenbrohults distrikt, var en svensk entreprenör och grundare av möbelkedjan Ikea. Kamprad startade handelsfirman Ikea 1943 och företagsnamnet är bildat av initialerna i hans namn och adress: Ingvar Kamprad, Elmtaryd, Agunnaryd.
Ikea ägs formellt av en stiftelse med säte i Nederländerna. I realiteten är Inter Ikea koncernens maktbolag. Inter Ikea äger alla rättigheter kopplade till varumärket. Maktbolaget styrs av stiftelsen Interogo, med säte i Liechtenstein, över vilken familjen Kamprad har kontroll. Från 1988 hade Ingvar Kamprad inte längre någon operativ roll i företaget men fortsatte att bidra som rådgivare.
Kamprad rankades som en av de rikaste personerna i världen. I juli 2012 uppskattade tidskriften Bloomberg hans förmögenhet till 36 miljarder dollar, vilket då gjorde honom till den femte rikaste personen i världen. Samma placering nådde han vid Bloombergs sammanställning vid årsskiftet 2013/2014, då med en förmögenhet på 58 miljarder dollar. I november 2015 uppskattade Veckans Affärer hans förmögenhet till 610 miljarder kronor, vilket gjorde honom till Sveriges rikaste man.

## Biografi
Ingvar Kamprad var son till Feodor Kamprad (1893–1984) och Berta, född Nilsson (1903–56). Han växte upp i Älmtaryd i Agunnaryds socken i Småland. Kamprads föräldrars gård omfattade 450 hektar med huvudsakligen skogsmark. 
Farfadern Achim Kamprad (död 1897) köpte gården Elmtaryd 1894 på annons i en tysk jakttidskrift och invandrade 1896 från Tyskland med sin hustru Franziska, kallad Fanny, samt sina två söner Feodor och Erich. Efter flytten till Sverige fick Achim och Fanny även en dotter som hette Erika Erna, som föddes sex månader efter Achims tragiska död. 
Kamprads farfars far (död 1890) var en förmögen godsägare i Altenburger Land i Thüringen. Ingvar Kamprad var avlägset släkt med tyske fältmarskalken och rikspresidenten Paul von Hindenburg.
Morfadern Carl Bernhard "CB" Nilsson drev diversehandel i Älmhult. Under Ingvar Kamprads första levnadsår var familjen bosatt på Majtorp, en gård i Älmhult som modern fått i bröllopsgåva av sin far. År 1933 flyttade familjen till Älmtaryd, där fadern Feodor Kamprad redan 1918 formellt tog över gården.
Kamprad var gift två gånger. Mellan 1950 och 1961 var han gift med sekreteraren Kerstin Wadling (1926–1992) och tillsammans adopterade de en dotter, Annika Kihlbom(född 1958). 1963 gifte han sig med småskolläraren Margaretha Stennert (1940–2011), med henne fick han tre söner, Peter, Jonas och Mathias Kamprad. Familjen var bosatt i Épalinges, Schweiz. 
Han var de sista åren bosatt på Bölsö gård utanför Liatorp, i Älmhults kommun. Ingvar Kamprad avled den 27 januari 2018 av lunginflammation.

## Ikea
Ingvar Kamprad började sälja tändstickor redan vid fem till sex års ålder. Som tioåring cyklade han runt i bygden och sålde julglitter, fisk, tändstickor, med mera. Han grundade Ikea den 15 juli 1943 och det var ursprungligen ett postorderföretag utan några egna butiker. Möbelförsäljningen inleddes 1947.
Den första Ikea-katalogen kom 1951. Två år senare köpte han en snickerifabrik i Älmhult och gjorde om den till utställningshall för möbler. De första platta paketen kom i samband med 1953 års katalog, en idé av formgivaren Gillis Lundgren. NK hade börjat med detta redan 1943. 
Det första Ikea-varuhuset öppnade 1958 i Älmhult. År 1965 invigdes varuhuset vid Kungens kurva utanför Stockholm. Utformningen hade inspirerats av Solomon R. Guggenheim Museum i New York. 
Från 1988 hade han inte längre någon operativ roll i företaget, men fortsatte att bidra till verksamheten som rådgivare och inspiratör.
Ingvar Kamprad är troligen 1900-talets mest kände svenske entreprenör. När han för ett halvsekel sedan introducerade helt nya och effektivare metoder inom möbelhandeln utsattes han för bojkotter av leverantörer och möbelmässor. Därför tvingades han bland annat, att söka leverantörer utomlands, vilket lade grunden till företagets framgångsrika lågprislinje.

## Stiftelser och välgörenhet

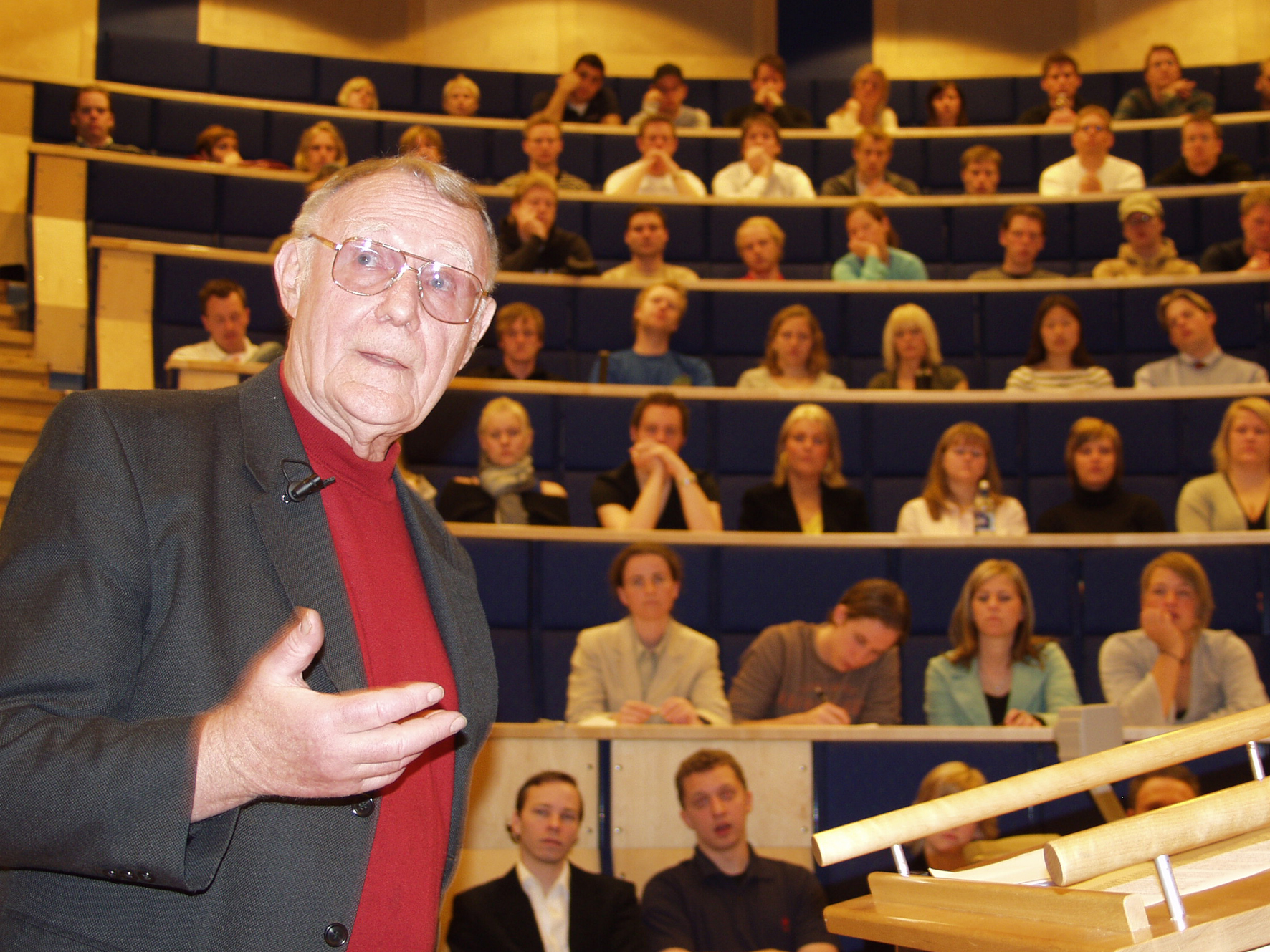
Ingvar Kamprad 2004.

Den holländska stiftelsen Stichting Ikea Foundation grundades 1982 och har sitt säte i Leiden. Det första större projektet var ett stöd till grundandet av Ingvar Kamprad Designcentrum vid Lunds universitet, 1998. Sedan stiftelsens ändamål vidgades 2009 övertog den Ikeas sociala program. Den ger pengar, kunskapsstöd och skänker Ikea-varor i samarbete med Unicef och Rädda Barnen, bland annat i Indien och Pakistan. Via avtal med partnerorganisationer som Astrid Lindgrens barnsjukhus, Lunds universitetssjukhus och FN:s flyktingkommissariat ges stöd till forskning om barnhälsa, barnhälsovård och överlevnadsstöd till flyktingläger i regioner som Indien, Thailand och Afrika. Donationerna har delvis haft ett ovanligt upplägg för sitt allmännyttiga syfte och varit av "in-kind" karaktär; dvs. för varje vara som säljs från ett Ikea-varuhus skänker stiftelsen en euro till välgörande ändamål. Norrmannen Per Heggenes, tidigare chef för PR-byrån Burson-Marsteller i England, är chef för stiftelsen.
Den 22 december 2011, kort efter att hans hustru Margaretha avlidit, meddelades att Ingvar med familj avser bilda en ny stiftelse – Familjen Kamprads stiftelse – med drygt 950 miljoner kronor för forskning och utbildning i framför allt Småland och vid Linnéuniversitetet, genom en donation av familjen Kamprad och Inter Ikea. Det uppgavs att han och hans familj vill "bidra till forskning som är verklighetsnära och kan omsättas i entreprenörskap." Den nya stiftelsen som årligen skall tillföras betydande belopp (en utfästelse om 270 miljoner per år) skapas för att särskilt stödja projekt som syftar till förbättrad livskvalitet för äldre, entreprenörskap som främjar en levande landsbygd, bättre miljö, forskning och utbildning inom arkitektur, inredning och design, och forskning och utbildning inom medicin. Det uppgavs vidare att Ingvar Kamprad själv skall vara styrelseordförande i stiftelsen som skulle ha sitt säte vid Linnéuniversitetet i Växjö.
Tidningen Expressen meddelade den 9 juli 2012 att Kamprad hade skänkt 75 miljoner till ett äldreboende i Épalinges, Schweiz, i vilken ort han var bosatt många år.
Ett ändamål med donationen var att främja utbytet mellan generationerna genom att bygga lägenheter för äldre i närheten av en skola.

## Fascistiskt och nazistiskt engagemang
År 1942 blev Ingvar Kamprad aktiv medlem i den fascistiska samt pro-nazityska Nysvenska rörelsen, och åtminstone så sent som september 1945 (då nyheter om och helhetsbilden av Förintelsen redan var vida spridd i Sverige och Europa)  donerade han pengar dit och värvade medlemmar. Han stod även på vänskaplig fot med rörelsens ledare Per Engdahl (som var pionjär inom svensk nazism). Engagemanget i Nysvenska Rörelsen upphörde någon gång på 1950-talet, men Kamprads medlemskap blev inte offentligt känt förrän 1994. Enligt Allmänna säkerhetstjänsten (idag Säpo), och enligt uppgifter som offentliggjordes 2011 i samband med utgivningen av Elisabeth Åsbrinks bok "Och i Wienerwald står träden kvar", var han dessförinnan medlem i det likaledes högerextrema och nazistiska partiet Svensk socialistisk samling (kallade "Lindholmarna" bland press och allmänhet efter dess ledare Sven Olov Lindholm).  Kamprad tog senare avstånd från denna tid.
Sitt engagemang inom den svenska nationella rörelsen förklarade Ingvar Kamprad senare som "förvillelser" och något som skedde under inflytande av hans tyskättade och naziinfluerade familj, genom kontakten med hans sudettyska farmor, genom hans konservativt nationelle och antibolsjevikiske far och att han missförstod den nationella rörelsens politiska avsikter.  Efter avslöjandet 1994 skrev han även ett förklarande brev till alla anställda inom Ikea-koncernen. I en intervju från 2010 beskrev emellertid Kamprad den Nysvenska rörelsens grundare och nazisten Per Engdahl som "en stor människa".

## Utmärkelser, ledamotskap och priser

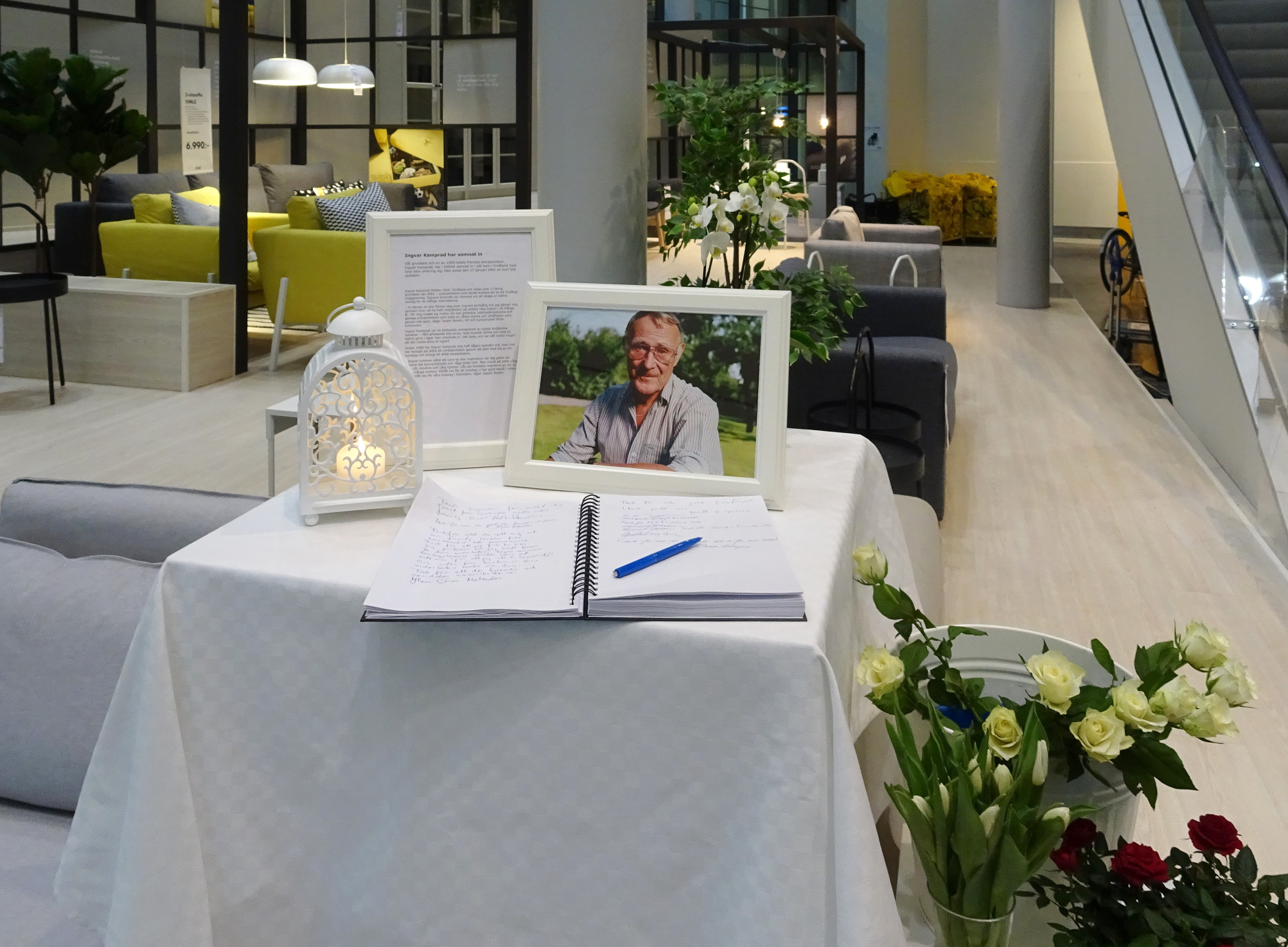
Kondoleansbok på Ikea Kungens kurva med anledning av Ingvar Kamprads död.

- H.M. Konungens medalj i guld av 12:e storleken i Serafimerordens band (Kon:sGM12mserafb, 2004)
- Riddare av första klassen av Vasaorden (RVO1kl, 1974)
- Ingenjörsvetenskapsakademiens stora medalj i guld (IVAstGM, 1992) "för hans nyskapande och entreprenörsanda, som grundare och mångårig ledare för ett världsföretag, möbelföretaget Ikea".[38]
- Ledamot av Vetenskapssocieteten i Lund (LVSL)[39]
- Filosofie hedersdoktor i ekonomi – Lunds universitet, 1983
- Skoglig hedersdoktor – Sveriges lantbruksuniversitet, 2004
- Filosofie hedersdoktor i ekonomi – Växjö universitet, 2005
- Hedersledamot i Lunds Nation – Lund

## Kritik
Sveriges Televisions program Uppdrag granskning visade i januari 2011 den grundläggande strukturen av Ikea-sfärens uppbyggnad, som tidigare inte varit känd. Bland annat visades att familjen Kamprad via en stiftelse i Liechtenstein, Interogo Foundation, kontrollerar företaget Inter Ikea Systems BV, vilket är ägare till "Ikea-konceptet", varumärken och andra immateriella rättigheter.
Genom Interogo Foundation skatteplanerade Kamprad och undvek 100 miljarder kronor (2011) i skatt till Sveriges skattekassa. Summan har med största sannolikhet ökat sedan dess. I programmen kritiserades Kamprad för att i tidigare intervjuer ha dolt detta.
Ingvar Kamprad bekräftade i ett pressmeddelande att de i TV-programmen framförda uppgifterna var korrekta. Han kommenterade inte påståendet om att han velat undanhålla sanningen om den verkliga maktstrukturen i företaget.
År 2017, bara några månader innan Kamprads död, inledde EU-kommissionen en undersökning om möbelföretagets skatteupplägg i Nederländerna.